# Daniel Morales
Daniel Morales Oyarce (* 23. April 1928; † 5. August 2007) war ein chilenischer Fußballspieler. Der linke Verteidiger absolvierte drei Länderspiele für Chile.

## Vereinskarriere
Daniel Morales spielte mindestens von 1950 bis 1957 beim Hauptstadtverein CD Magallanes.

## Nationalmannschaft
In der Nationalmannschaft debütierte Daniel Morales im April 1950 beim Freundschaftsspiel gegen Uruguay. Der Defensivspieler wurde für den Campeonato Sudamericano 1957 nominiert und absolvierte zwei weitere Länderspiele. Die 2:6-Niederlage gegen Argentinien war das letzte Länderspiel von Morales. La Roja beendete das Turnier mit einem Sieg, einem Unentschieden und vier Niederlagen als Vorletzter.